# A gyilkosság filozófiája
A gyilkosság filozófiája (eredeti cím: Spinning Man) 2018-as svéd–amerikai filmthriller, amelyet Simon Kaijser rendezett és Matthew Aldrich írt. A film George Harrar The Spinning Man című regénye alapján készült. A főbb szerepekben Guy Pearce, Pierce Brosnan, Minnie Driver, Alexandra Shipp, Clark Gregg és Odeya Rush látható.
A Lionsgate Premiere 2018. április 6-án mutatta be Video on Demand szolgáltatáson keresztül, valamint korlátozott számú moziban.

## Cselekmény
Miután a 17 éves főiskolai hallgató, Joyce Bonner nyomtalanul eltűnik, Evan Birch filozófiaprofesszor gyanúba keveredik. Az ő autója ugyanott állt, ahol a lányt utoljára látták. Robert Malloy nyomozó kezdeti kihallgatása során Birch kissé ingerültnek tűnik. A helyzet kezdetben zavaros a családja számára, mivel a kihallgatás nem fejeződik be, és úgy tűnik, Malloy mindig talál apró ellentmondásokat. Birchnek az az érzése, mintha éjjel-nappal figyelnék, ami egyre idegesebbé teszi. Malloy kutatásai során kiderül, hogy az egyik tanítványával korábban gond volt. A férfi a lánnyal való viszonya miatt otthagyta a régi munkahelyét, és megpróbálta újrakezdeni a családjával. Az autóját törvényszéki vizsgálatnak vetik alá, és olyan hajszálakat találnak, amelyek egyértelműen Joyce Bonnertől származnak. Birch elmagyarázza a rendőröknek, nemrég három diákot vitt el a kocsijával. Titokban kételkedni kezd magában, mivel egy ideje masszív emlékezetkiesésekkel küzd. Felesége is aggódik a gyanú miatt, és egyre kevésbé bízik férje ártatlanságában.
Napokig tartó keresés után Joyce Bonnert holtan találja egy halász, és a sajtó Birchre kezd rászállni. Mivel a munkaadója aggódik a főiskola hírnevéért, felfüggesztik, amíg az ügyet tisztázzák. Birch családi élete egyre inkább szétesik, és a felesége is úgy gondolja, hogy bizonyítékot talált ellene. A két fél összeveszik, és a megrendült Birch még aznap este felkeresi Malloy-t. Elmeséli neki a múltbéli viszonyát, amelyről ő maga sem biztos, hogy úgy történt, ahogyan azt az egykori diák állította. Az emlékezete azóta is megtréfálja, és most készül vallomást tenni Malloy előtt. Malloy azonban háttérbe húzódik, és bemutatja a halál utáni boncolási jegyzőkönyvet, amely minden kétséget kizáróan bizonyítja, Joyce Bonner lezuhant a szikláról, és senki más nem hibáztatható érte. Ha Birch ezután be akarja vallani a gyilkosságot, akkor be kellene bizonyítania neki. Birch ingerült, és egy rendőrautó hazaviszi. Az emlékezete azóta is megtréfálja, és most készül vallomást tenni Malloy előtt. Malloy azonban visszahajol, és felajánlja a végső boncolási jegyzőkönyvet, amely minden kétséget kizáróan bizonyítja, hogy Joyce Bonner lezuhant a szikláról, és senki más nem hibáztatható. Ha Birch most be akarná vallani a gyilkosságot, akkor ezt neki kellene bizonyítania. Birch ingerült, és egy rendőrautó hazaviszi. Míg a gyerekek örülnek apjuk visszatérésének, Ellen Birch nem tudja, hogy az életük valaha is ugyanolyan lesz-e még, mint régen. Evan Birch sem biztos benne.

## Szereplők
| Szerep                                 | Színész              | Magyar hang      |
| -------------------------------------- | -------------------- | ---------------- |
| Dr. Evan Birch                         | Guy Pearce           | Makranczi Zalán  |
| Robert Malloy nyomozó                  | Pierce Brosnan       | Kautzky Armand   |
| Ellen Birch                            | Minnie Driver        | Kökényessy Ági   |
| Anna, egy diák Evan filozófia órájáról | Alexandra Shipp      | Szabó Luca       |
| Joyce                                  | Odeya Rush           |                  |
| Paul, Evan ügyvédje                    | Clark Gregg          | Stohl András     |
| Ross, Evan kollégája                   | Jamie Kennedy        | Kapácsy Miklós   |
| Mary                                   | Freya Tingley        |                  |
| Adam Birch, Evan és Ellen fia          | Noah Salsbury Lipson | Maszlag Bálint   |
| Zelda Birch, Evan és Ellen lánya       | Eliza Pryor          | Szűcs Anna Viola |

### Magyar változat
- Magyar szöveg: Szojka László
- Hangmérnök és vágó: Kozma Attila
- Gyártásvezető: Derzsi Kovács Éva
- Szinkronrendező: Dezsőffy Rajz Katalin
- Produkciós vezető: Bárány Sándor

A szinkront a BTI Stúdió készítette el.

## A film készítése
A filmet először 2016 májusában jelentette be a Film Bridge International, és a dán filmes, Peter Flinth rendezői debütálását tervezte az Amerikai Egyesült Államokban, a főszerepet pedig Nikolaj Coster-Waldau játszotta volna Greg Kinnear és Emma Roberts mellett. A forgatás eredetileg egy hónappal később kezdődött volna Minnesotában. 2017 áprilisában azonban új szereplőgárdát és stábot hoztak nyilvánosságra, [Guy Pearce]]-t választották a főszerepre, aki egy problémás professzort alakít, [Pierce Brosnan]], [Minnie Driver]] és [Alexandra Shipp]] mellett, míg a rendezői posztra Simon Kaijser-t jelentették be. Másnap Jamie Kennedy is csatlakozott a stábhoz, Clark Gregg egy hónappal később érkezett.
A forgatás 2017 májusában kezdődött.